# Gladys Aylward
Blessed.col(Edmonton, Londres, 24 de febrero de 1902-Taipéi, Taiwán, 3 de enero de 1970) fue una mujer cristiana de origen británico que sirvió como misionera en China durante más de 20 años. Su vida está plasmada en el libro autobiográfico La pequeña gran mujer en la China y en el libro The Small Woman del autor Alan Burgess, que luego fue llevado a la gran pantalla con la película The Inn of the Sixth Happiness (1958) bajo la producción de Twentieth Century Fox, protagonizado por Ingrid Bergman y rodado íntegramente en Inglaterra y Gales.

## Primeros años
Nació en una familia cristiana de clase obrera en Edmonton (Londres). Sus padres eran Thomas John Aylward y Rodina Florencia Aylward. Sus hermanos eran Laurence y Violett. Inicialmente quiso ser actriz y llegó a estudiar arte dramático. Al leer un artículo sobre China en una revista cristiana quedó impactada al descubrir que millones de personas allí no sabían quién era Jesús. Así surgió su deseo de predicar en ese país y se inscribió en una sociedad misionera que formaba y financiaba a personas con ese propósito. Estudió durante tres meses en esa escuela aunque por su mal rendimiento académico fue rechazada por la institución. No dejándose abatir por la situación, comenzó a trabajar como criada en la casa de la familia Fisher, quienes habían servido en el país asiático durante muchos años. También trabajó en Swansea ayudando a mujeres necesitadas.
El 15 de octubre de 1932, después de ahorrar todo el dinero que recibió por sus labores domésticas, partió en tren desde Londres hacia China, representando su viaje un gran peligro ya que ese mismo año estalló la guerra entre Rusia y China. El viaje continuó hasta llegar a Siberia, donde el ferrocarril se detuvo por el conflicto. Fue retenida contra su voluntad en Vladivostok hasta que consiguió escapar en un navío japonés llegando así a Japón. Desde Kobe (Japón) se embarcó hacia Tianjin (China), a donde llegó el 10 de noviembre de 1932. Una vez en territorio chino, se trasladó hasta Yangcheng, provincia de Shanxi, después de varias semanas de viaje, donde se reunió con la misionera Jeannie Lawson.

## Obra en China
En Yangcheng, junto con la misionera Jeannie Lawson, estableció una posada para viajeros que les permitía subsistir y les sirvió como método para expandir la fe cristiana. Tras la muerte de Jeannie Lawson, Gladys se quedó sola al frente de la posada y de la misión.
El gobierno chino le ofreció un puesto como «inspectora de pies» a raíz de una ley prohibía la tradición de vendar los pies de las niñas, pues Aylward tenía unos pies de gran tamaño en comparación con el tamaño de su cuerpo. Se desempeñó con mucho éxito, ganándose la simpatía de las masas y del propio mandarín, que llegaron a llamarla "Ai-weh-deh" (mujer virtuosa) como adaptación de su propio nombre. En 1936 se convirtió en ciudadana china y adoptó "Ai-weh-deh" como su nombre oficial.
Adoptó a más de 100 niños huérfanos y abandonados en la sede de la misión en Yangcheng.
En 1938, la aldea fue invadida por fuerzas japonesas en el marco de la segunda guerra sino-japonesa, y la misión fue destruida en los bombardeos. Aylward condujo a más de 100 huérfanos a su cargo por las montañas buscando un lugar para refugiarse; atravesó el río Amarillo, hasta llegar a una aldea que les abrió las puertas. Tras la travesía cayó gravemente enferma y fue hospitalizada durante más de un mes. Después de su recuperación continuó ayudando a los desfavorecidos en Xi'an y predicando incluso en las cárceles.
Después de más de 20 años de servicio en China regresó a Gran Bretaña, donde recorrió diversas iglesias informando acerca de la situación y las necesidades en China. Posteriormente, intentó regresar a China pero el gobierno comunista le negó el reingreso y en su lugar se instaló en Taipéi (Taiwán). Allí continuó ayudando a niños y desfavorecidos hasta su fallecimiento.

## Glayds Aylward en el cine
En 1958 se lanzó el filme The Inn of the Sixth Happiness, basado parcialmente en su vida. El nombre de la película se debe a la posada en donde Aylward trabajó. Aunque el filme tuvo gran éxito internacional, gracias a la difusión a través de la radio y la televisión, Aylward se enfadó de gran manera por la interpretación de la protagonista Ingrid Bergman en las muchas libertades que se tomó en su representación, añadiéndole que no se parecía físicamente a la misionera. Muchas escenas no representaron con objetividad la vida de Aylward —como su arresto en Rusia, que fue reducido a unos soldados groseros que solo la maltrataron verbalmente—. Las luchas de Aylward y su familia para aceptar su primer viaje a China fueron ignoradas en favor de una trama donde un empleador «condesciende a escribir a 'su amiga' Jeannie Lawson en pos de beneficiar a la criada»; muchos personajes y nombres fueron cambiados, incluso cuando estos nombres tenían significado, tales como los de sus hijos adoptados y de la posada, llamado así por la creencia china en el número 8 como auspicioso. Además fue introducido un romance que realmente nunca existió, teniendo en cuenta que Gladys Aylward nunca se desposó. Al final del filme, la protagonista abandona a los huérfanos para casarse e irse con su pretendiente, lo cual fue rotundamente falso. 
La contrapartida al largometraje, el libro Chinese Whispers, sí retrató con rigurosidad la obra de la misionera británica.

## Muerte y legado
Falleció el 3 de enero de 1970, justo antes de su 68 cumpleaños y está enterrada en un pequeño cementerio en el campus de la Universidad de Cristo en Guandu, Taipéi, Taiwán.
Poco después de su muerte, una escuela secundaria en Edmonton, anteriormente conocida como "Vertedero de Hall", fue rebautizada "Gladys Aylward School" en su honor.
Se han escrito numerosos libros, cuentos y filmado películas sobre la vida y obra de Gladys Aylward.